# Litschauerella abietis
Litschauerella abietis är en svampart som först beskrevs av Bourdot & Galzin, och fick sitt nu gällande namn av Oberw. ex Jülich 1979. Enligt Catalogue of Life ingår Litschauerella abietis i släktet Litschauerella,  och familjen Hydnodontaceae, men enligt Dyntaxa är tillhörigheten istället släktet Litschauerella,  och familjen Tubulicrinaceae. Arten är reproducerande i Sverige. Inga underarter finns listade i Catalogue of Life.